# شنک ۲
شنک ۲ یک بازی ویدئویی ۲ بعدی هک اند اسلش است که توسط ئی‌اِی در سال ۲۰۱۲ منتشر شده و دنباله‌ای برای شنک است. این نسخه دارای یک حالت بقای دو نفره جدید، حمله‌های به روز شده و سلاح‌های جدید است.
پرو ترین افراد این گیم:  Nozhen _ Itz Pooyka_red_fire_antoh_kartoxa_spybarbers